# Oshkosh All-Stars 1945-1946
La stagione 1945-46 degli Oshkosh All-Stars fu la 9ª nella NBL per la franchigia.
Gli Oshkosh All-Stars arrivarono secondi nella Western Division con un record di 19-15. Nei play-off persero la finale di division con gli Sheboygan Red Skins (3-2).

## Roster
| N° | Naz.                   | Ruolo | Sportivo      | Anno | Alt. | Peso |
| -- | ---------------------- | ----- | ------------- | ---- | ---- | ---- |
|    | Stati Uniti (bandiera) | AC    | Bob Carpenter | 1917 | 196  | 91   |
|    | Stati Uniti (bandiera) | AC    | Leroy Edwards | 1914 | 193  | 91   |
|    | Stati Uniti (bandiera) | AC    | Gene Englund  | 1917 | 193  | 93   |
|    | Stati Uniti (bandiera) | GA    | Bob Feerick   | 1920 | 191  | 86   |
|    | Stati Uniti (bandiera) | AC    | Clint Wager   | 1920 | 196  | 95   |
|    | Stati Uniti (bandiera) | GA    | Eddie Riska   | 1919 | 183  | 79   |
|    | Stati Uniti (bandiera) | GA    | Bob Sullivan  | 1921 | 183  | 82   |
|    | Stati Uniti (bandiera) | G     | Fred Rehm     | 1921 | 191  | 88   |
|    | Stati Uniti (bandiera) | A     | Pete Pasko    |      | 188  | 86   |
|    | Stati Uniti (bandiera) | G     | Bud Engdahl   | 1918 | 185  | 95   |
|    | Stati Uniti (bandiera) | GA    | Erv Prasse    | 1917 | 188  | 86   |
|    | Stati Uniti (bandiera) | GA    | Don Smith     | 1920 | 188  | 86   |
|    | Stati Uniti (bandiera) | A     | Dick Lange    |      |      |      |
|    | Stati Uniti (bandiera) | A     | Ray Terzynski | 1919 | 185  | 82   |
|    | Stati Uniti (bandiera) | AC    | Ed Erban      | 1921 | 196  |      |

## Staff tecnico
Allenatore: Lonnie Darling